# Marie Louise Gagner
Marie Louise Hélène Charlotte Gagner, född 2 januari 1868 i Karlskrona stadsförsamling i Blekinge län, död 23 juni 1933 i Adolf Fredriks församling i Stockholm, var en svensk pedagog. Hon var brorsdotter till Wilhelm Gagner. 
Marie Louise Gagner utexaminerades från Högre lärarinneseminariet 1893, var adjunkt vid Folkskoleseminariet i Stockholm mellan 1905 och 1919 och lektor där från 1919 till sin pensionering 1928. Hon stred energiskt för en förbättring av barn- och ungdomslitteraturen. Gagner författade själv en del lättfattliga diktarbiografier avsedda för ungdom och medarbetade i att framta läseböcker för skolungdom.
Under sin tid som seminarist fick hon goda omdömen gällande sina pedagogiska förmågor. Hon fick vid Högre lärarinneseminariet högsta betyg i undervisningsskicklighet. Inom det pedagogiska området intresserade hon sig främst för modersmålsundervisningen. Gagner menade att den undervisning som bedrevs på folkskolan var alltför passiviserande. Målet var endast barnens felfria läsning utan att ta hänsyn till deras inlärning. Hon ansåg att det var viktigt att föra undervisningen närmre barnens egna intressen och knyta an till deras passion att fritt läsa än att läsa endast för att felfritt kunna skriva av det som lästs. Som en del i detta engagerade hon sig tillsammans med en kollega för att arbeta fram en annan metod, en metod som tog vara på barnens självverksamhet. De bestämde att de skulle få klara uppgifter att lösa. En handledning utarbetades, På egen hand, vilken fick betydande spridning. Sina åsikter om detta området förde hon dessutom ofta fram vid offentliga diskussioner samt i den pedagogiska tidskriften Verdandi.
Marie Louise Gagner var engagerad i modersmålslärarnas förening och var sedan 1919 aktiv i föreningens arbetsutskott. Hennes undervisning verkar ha påverkats av arbetet i föreningen och hon drogs allt mer mot att fokusera på litteraturkännedom samt analys av och förståelse för verkens uppkomst och den miljömässiga bakgrunden till dessa. Hon skrev boken Svenska författare, deras liv och verksamhet 1944 där hon skildrar svensk litteraturs viktiga personer.
Hennes engagemang präglades av en kristen grundsyn och hon var under sitt liv verksam i tidens sociala arbete, speciellt inom kyrkan.